# Керн, Теодор
Теодор фон Керн (нем. Theodor Ritter von Kern; 5 мая 1836, Брунико, Тироль — 18 ноября 1873, Вето, Во, Швейцария) — австрийский историк, рыцарь. Принимал участие в издании «Хроник немецких городов», занимал пост профессора истории во Фрайбургском университете. Работы Керна изданы посмертно как «Исторические лекции и очерки» (1875).

## Биография
Теодор фон Керн родился в 1836 году в Тироле. Его отец, выходец из верхнешвабского имперского города Пфуллендорфа, добился успехов как окружной капитан в Пустертале, после чего был переведён в Инсбрук в ранге губернского советника. В Инсбруке Теодор поступил в иезуитскую гимназию, где обучался с 1845 по 1853 год. Одновременно благодаря хорошему образованию отца он имел возможность дома знакомиться с немецкой поэзией и историографией.
После двух лет учёбы в Инсбрукском университете Керн продолжил образование в Гейдельберге, Геттингене и Мюнхене, где на его формирование как учёного-историка оказали влияние Людвиг Гейссер, Георг Вайц и Генрих фон Зибель. Сдав в Инсбруке экзамен на лицензию школьного учителя, Керн в 1858 году защитил докторскую диссертацию в Гейдельбергском университете, после чего перебрался в Мюнхен, где сотрудничал в отделах критики и библиографии в основанном фон Зибелем историческом журнале.
Чтобы участвовать в издании основанной исторической комиссией Карла фон Гегеля «Хроники немецких городов», в мае 1859 года Керн переехал в Нюрнберг. Он продолжал участвовать в публикации «Хроники немецких городов» в течение шести лет, и первые пять томов «Хроники» в значительной степени представляют собой плод его работы (в особенности четвёртый и пятый тома, почти полностью написанные им). В апреле 1865 года Керн прошёл хабилитацию во Фрайбургском университете; год спустя он получил место экстраординарного профессора, а в начале 1871 года — кафедру профессора истории.
В годы пребывания на посту профессора Керн, поставивший перед собой цель развития исторической науки в Германии, основал Фрайбургское историческое общество и журнал, посвящённый истории Брайсгау. Одновременно он готовил к завершению издание нюрнбергских хроник и публиковал в различных журналах статьи о реформах Марии Терезии, но в возрасте 37 лет серьёзно заболел. Поездка на лечение на Женевское озеро не помогла, и в ноябре 1873 года Теодор Керн умер. Часть его работ была издана посмертно в 1875 году в Тюбингене под заголовком «Исторические лекции и очерки» нем. Geschichtliche Vorträge und Aufsätze.